# Карсун
Карсун (рос. Карсун) — робітниче селище в Карсунському районі Ульяновської області Російської Федерації.
Населення становить 7137 осіб. Входить до складу муніципального утворення Карсунське міське поселення.

## Історія
Від 2004 року входить до складу муніципального утворення Карсунське міське поселення.

## Населення
| 1959  | 1970  | 1979  | 1989  | 2002  | 2009  | 2010  |
| ----- | ----- | ----- | ----- | ----- | ----- | ----- |
| 7564  | ↗8464 | ↘7341 | ↗7936 | ↗8200 | ↘7551 | ↗7748 |
| 2012  | 2013  | 2014  | 2015  | 2016  | 2017  | 2018  |
| ↘7684 | ↘7665 | ↘7603 | ↘7589 | ↘7552 | ↗7583 | ↘7539 |
| 2019  | 2020  | 2021  |       |       |       |       |
| ↘7438 | ↘7285 | ↘7137 |       |       |       |       |